# Gorno Szelo (Dolneni)
Gorno Szelo (macedónul: Горно Село) település Észak-Macedóniában, a Pelagonijai körzet Dolneni járásában.

## Népesség
| Lakosok száma | 309  | 243  | 159  | 113  | 59   | 56   | 39   | 7    |
|               | 1948 | 1953 | 1971 | 1981 | 1991 | 1994 | 2002 | 2021 |

2002-ben 39 lakosa volt, akik közül 38 macedón és 1 szerb.